# Supermatematica
SUPERMATEMATICA 
Supermatematica (SM) s-a născut din efortul milenar și disperat al omului de-a modela lumea așa cum este ea: complexă și neliniară, nu liniară și simplistă. Prin ea se șterg granițele dintre liniar și neliniar, dintre ideal și real. Liniarul fiind domeniul matematicii centrice (MC), ordinare, iar neliniarul cel al matematicilor excentrice (ME), noi. Ambele alcătuind ceea ce se numește acum supermatematică (SM)  prin reuniunea celor două domenii, adică SM = MC  ME.
SM este rodul bogat al deplasării unui singur punct, a polului P(0,0) și redenumit excentru S(s, ε), dintre cele trei puncte suprapuse / confundate de  marele Leonhard Euler în MC: centrul cercului unitate CU(0,0), originea sistemului de referință / reperului O(0, 0) și a polului P(0, 0). 
De aceea, în SM se disting armătoarele 4 domenii esențiale:
1)	C(0,0) ≡ O(0,0) ≡ P(0, 0)        Domeniul matematicii centrice (MC)
2)	C(0,0) ≡ O(0,0) ≠ S(s, ε)         Domeniul matematicii excentrice (ME)
3)	C(0,0) ≠  O(0,0) ≡ S(s, ε)        Domeniul matematicii elevate (MEL)
4)	C(0,0) ≠  O(0,0) ≠ S(s, ε)        Domeniul matematicii exotice (MEX)
Prin combinarea funcțiilor din cele 4 domenii apar o mulțime de domenii noi, prin combi-
narea cărora apar alate domenii noi ș.a.m.d., motiv pentru care se poate vorbi despre nemărginirea SM și, totodată, despre măreția ei. SM este împlinirea visul matematicienilor de-a avea o infinitate de matematici și de-a opera cât mai simplu cu ele.
Acest vis a devenit realitate în 1978 prin publicarea lucrării "FUNCȚII CIRCULARE EXCENTRICE" în care se arăta că fiecărui punct E(e, ε) dintr-un cerc oarecare C(O,R) sau S(s, ε) din planul cercului trigonometric sau a cercului unitate CU(O,1), denumite excentre, îi corespunde câte o matematică. 
SM multiplică la infinit toate funcțiile trigonometrice centrice, toate obiectele și formele matematice cunoscute și pe care acum suntem obligați să le denumim centrice și introduce funcții, forme și obiecte matematice noi, denumite excentrice, elevate și, respectiv, exotice, deosebit de utile pentru știința și pentru tehnică.
Descoperirea trecerii de la centric la excentric în matematică este, fără exagerare, similară trecerii de la geocentric la heliocentric în cosmogonie; ambele domenii beneficiind de saltul uriaș de la unu la infinit. 
Înlocuindu-se, de exemplu, în ecuațiile parametrice ale diverselor curbe cunoscute ca cerc, elipsă, parabolă, hiperbolă ș.a., pe care le numim centrice, funcțiile trigonometrice centrice cosα, sinα ș.a. cu cele excentrice cexθ, sexθ, ș.a. se obține câte o altă formă de curbă denumită excentrică, pentru fiecare poziție posibilă a excentrului E sau S în plan. Se vor obține o infinitate de excentrice circulare, eliptice, hiperbolice ș.a.m.d. și, pentru e = s = 0, se va obține  curba generatoare, centrică,  de la care s-a plecat. Cu noile funcții SM precum amplitudine excentrice de variabilă excentrică θ (aexθ) și de variabila centrică α (Aexα), beta excentrice (bexθ și Bexα), radial excentrice (rexθ și Rexα), derivat excentrice (dexθ și Dexα) ș.m.a. se vor obține noi curbe plane ca bilobe, trilobe, quadrilobe / cvadrilobe, pentalobe, … multilobe sau n-lobe.
Se deduce că MC este un caz particular, de excentricitate nulă, a SM și că SM are dimensiune topologică de minimum 2, în timp ce MC are numai dimensiunea topologică zero, a unui punct. 
În plus, funcțiile SM noi pot fi exprimate prin variabila excentrică θ sau prin variabila centrică α, având fiecare câte două determinari: una principală de indice 1 (sau fară indice, când confuziile sunt excluse) rezultată prin intersecția CU cu semidreapta excentrică (având pe S drept origine)  pozitivă d+ și una secundară notată cu indicele 2 de intersecție a CU cu semidreapta excentrică  negativă d─. 
La funcții noi se obțin o infinitate de forme 2D și 3D noi, dintre care amintim obiectele geometrice hibride: cono-piramida, care începe ca o piramidă cu bază un pătrat și se termină ca un con circular drept, (sau invers pentru piramido-con) obținută prin transformarea continuă a cercului în pătrat cu funcția dexθ, țeava cilindro-pătrato-triunghiulară la care, pe lângă transformarea anterioară, se adaugă și transformarea continuă a cercului în triunghi cu ajutorul funcție cosinus excentrice cexθ, sfero-cubul a cărui proiecții pe un plan sunt un pătrat și pe celelalte două plane, reciproc perpendiculare, sunt cercuri sau, mai precis, discuri circulare ș.m.a. Ele stau la baza unei noi metode de reprezentare a pieselor tehnice denumită SM-CAD / CAM și care permite desenarea pur (super)matematică a oricărei piese tehnice. Cu avantajele majore care derivă din această acțiune și care se referă la o enormă economisire de memorie; memorându-se doar expresiile matematice ale formei piesei și nu imensitatea de puncte (pixeli) ce o alcătuiesc.
Aceste complemente noi de matematici, reunite sub denumirea de supermatematică (SM), sunt unelte sau instrumente deosebit de utile, de mult așteptate, dovadă fiind numărul mare și diversitatea funcțiilor periodice introduse în matematică și modul, uneori complicat, de a se ajunge la ele. 
Pentru obținerea unor funcții speciale și periodice noi, s-a încercat înlocuirea cercului trigonometric cu pătratul sau cu rombul, așa cum a procedat fostul șef al Catedrei de Matematică de la Universitatea POLITEHNICA" din Timișoara, profesorul universitar timișorean Dr. mat. Valeriu Alaci, descoperind funcțiile trigonometrice pătratice și pe cele rombice.
Apoi, profesorul de matematici Eugen Vișa a introdus funcțiile pseudo-hiperbolice, iar
profesorul de matematici M.O. Enculescu a definit  funcțiile poligonale, înlocuind cercul cu un poligon cu n laturi; pentru n = 4 obținând funcțiile trigonometrice pătratice Alaci.
Matematicianul sovietic Marcușevici a introdus funcțiile trigonometrice generalizate  și 
funcțiile trigonometrice lemniscate.
Încă din anul 1877 matematicianul german Dr. Biehringer, substituind triunghiul dreptunghic cu unul oarecare a definit funcțiile trigonometrice înclinate.
Savantul englez, de origine romana, ing. George (Gogu) Constantinescu a înlocuit cercul cu evolventa și a definit funcțiile evolventice, denumite de el funcțiile trigonometrice românești: cosinus românesc Corα și sinusul românesc Sirα, cu ajutorul cărora a soluționat exact unele ecuații diferențiale neliniare ale teoriei sonicității, creată de el. Dar, prea puțin cunoscute tocmai în România.
Toate aceste familii de funcții s-au dovedit deosebit de utile la soluționarea unor probleme de 
complexitate foarte ridicată ca, de exemplu, exprimarea sub formă trigonometrică a sumei și a diferenței numerelor complexe, soluționarea exactă a unor ecuații diferențiale liniare cu coeficienți variabili, dar și găsirea soluțiilor unor sisteme oscilante mecanice de caracteristică elastică neliniară, care pentru e = 0 (dar și pentru e = 1) se obțin soluțiile sistemelor liniare.
Ca să nu mai vorbim de derminarea unei relații de calcul simple, cu numai doi termeni, a integralei eliptice complete de prima speță K(k) și cu precizia incredibilă de minim 15 zecimale exacte. 
```
         SM survolează spațiile superioare ale tuturor disciplinelor științifice și tehnice și produce la baza lor un tzunami (solitoni) care sfidează și spulberă granițele dintre ele. 
```

SM ne apropie cel mai mult de acceptarea cercului și a sferei ca simbol al plenitudinii desăvârșirii.
```
         La 3 noiembrie 1823 Janos Bolyai scria la Timișoara: "Din nimic am creat o nouă lume".
```

Cu aceste cuvinte a anunțat descoperirea formulei fundamentale a primei geometrii neeuclidiene.
```
      Tipic descoperirilor de până acum, afirma savantul anglo-sovietic Kapitza, este că valoarea lor este recunoscută după 20...30 de ani. În România această perioadă este cu mult mai lungă . Noi am așteptat peste 30 de ani, timp în care SM s-a îmbogățit cu FSM circulare, eliptice, parabolice și hiperbolice, elevate și exotice, de excentru S punct fix sau punct variabil ce evoluează pe o anumită curba după anumite legi, cu FSM de variabilă centrică, cu FSM de dublă excentricitate și de excentricitate multiplă, precum și cu o pleiadă de aplicații dintre cele mai importante, dacă e să amintim doar SM-CAD / CAM și haosul excentric al prof. dr. mat. Emilia Petrișor. În acest domeniu sunt publicate peste 100 de lucrări scrise de peste 8 autori.
```

CUM S-AU DESCOPERIT MATEMATICA EXCENTRICĂ (ME) ȘI SUPERMATEMATICA (SM)
```
 Ocupându-ne de determinarea experimentală a amortizărilor, provenite de la cuplele 
```

cinematice arbore principal – pană – roată dințată, ale strungurilor universale, în ideea de a mări aceste amortizări și a diminua amplitudinile de vibrații la torsiune ale mașinilor-unelte, măsurările experimentale au eșuat, datorită prezenței și a altor amortizări, mult mai puternice, provenite de la standul de încercare, pe de o parte, iar, pe de altă parte, datorită puternicelor neliniarități ale cuplei cinematice arbore-stand. Astfel, a apărut necesitatea realizării unui studiu teoretic al unor sisteme elastice neliniare, în cadrul grupei de Vibrații ale Mașinilor-Unelte, condusă de dr. Ing Wolfgang Buhler, de la Catedra de Mașini-Unelte a Prof. Dipl.-Ing. Karel Tuffentsammer de la Universitatea din Stuttgart, în care autorul a activat în perioada 1969-1970 cu o bursă DAAD.
FUNCȚIILE SUPERMATEMATICE
```
     Funcțiile, care stau la baza generării obiectelor mai tehnice și, deci, mai puțin artistice, neogeo-
```

metrice, sunt denumite funcții supermatematice (FSM).
```
           Aceste funcții sunt rodul a 39 de ani de cercetări, începute în 1969 la Universitatea din
```

Stuttgart, timp în care au fost publicate peste 100 de lucrări în acest domeniu, scrise de peste 20  de autori.
```
           Denumirea aparține regretatului matematician Prof. em. dr. doc. ing. Gheorghe Silaș care, la susținerea primei lucrări din acest domeniu, la Prima Conferință Națională de Vibrații în Construcția de Mașini, Timișoara, 1978, intitulată « FUNCȚII CIRCULARE EXCENTRICE » a declarat: “Tinere, dumneata n-ai descoperit numai «niște funcții» ci o nouă matematică, o super-matematică “. M-am bucurat, la cei 40 de ani, ca un adolescent. Și am constatat, cu multă satisfacție,  că s-ar putea să aibă dreptate !
```

Prefixul super se justifică astăzi, pentru a scoate în evidență apariția noilor complemente de matematică, reunite sub denumirea de matematică excentrică (ME) cu entități mult mai importante și infinit mai numeroase decât entitățile existente în actuala matematică, pe care suntem obligați s-o denumim matematica centrică (MC).
Fiecărei entități din matematica centrică îi corespund o infinitate de entități similare în matematică excentrică, astfel că supermatematica (SM) este reuniunea celor două domenii; MC fiind un caz particular, de excentricitate nulă, a SM.
Beneficiile pe care SM le aduce, în știință și în tehnologie, sunt mult prea numeroase pentru 
a fi etalate aici. Dar ne face o deosebită plăcere să repetăm că SM șterge granițele dintre liniar și neliniar; liniarul aparținând MC, iar neliniarul fiind apanajul ME, ca și dintre ideal și real, sau dintre perfecțiune și imperfecțiune.
Se afirmă că Topologia este o matematică în cadrul căreia nu se face deosebire dintre un 
covrig și o ceașcă. Ei bine, SM nu face distincție între un cerc și un pătrat perfect, între un cerc și un triunghi perfect, între elipsă și un dreptunghi perfect, între sferă și un cub perfect ș.a; cu aceleași ecuații parametrice obținându-se atât formele ideale ale MC (cerc, elipsă, sferă ș.a), cât și cele reale (pătrat, dreptunghi, cub ș.a.) ale ME, MEL, MEX ș.m.a.
APLICAȚIILE SUPERMATEMATICII ÎN INFORMATICĂ ȘI ÎN PROGRAMARE
1. Dezvoltarea unui nou procedeu denumit SM-CAD/CAM, de generare și vizualizare a suprafețelor pieselor tehnice și de programare a generării lor pe mașini-unelte cu CNC. Procedeul
se bazează pe facilitățile pe care le asigură SM la definirea numerică a suprafețelor complexe, denumite anterior descoperirii funcțiilor supermatematice suprafețe "nematematice" (v. procedeul UNISURF a lui P. Bezier de definire numerică a acestor suprafețe).
Prin saltul de la unu la infinit, realizat de SM, aproape toate suprafețele "nematematice" devin matematice, sau, mai precis, supermatematice.
```
2. Realizarea unor programe de reprezentare și simulare a unor mecanisme mecanice și a 
```

mărimilor cinematice și dinamice ale acestora.
3. Realizarea unor programe de simulare a cinematicii și a mărimilor dinamice ale oscilațiilor sistemelor mecanice neliniare.
4 Realizarea unui program de proiectare a camelor cu funcțiile supermatematice pentru îmbunătățirea calității mișcării (mărirea cronosecțiunii, de exemplu, fără transformări proiective) și reducerea accelerațiilor maxime. O astfel de camă echipează deja o mașină de îndreptat bare și de sudat plase de sârmă, fabricată de S.C. Electrotimiș din Timișoara, la care alte tipuri de came au dat greș.
SM nu este o lucrare încheiată, ci abia o introducere în acest domeniu vast, un prim pas, un 
pas mic al autorului și un pas uriaș al matematicii.